# Crandallia proteae
Crandallia proteae är en svampart som beskrevs av Marinc., M.J. Wingf. & Crous 2008. Crandallia proteae ingår i släktet Crandallia och familjen Rhytismataceae.   Inga underarter finns listade i Catalogue of Life.